# Jules Rolland
Jules Louis Rolland (Valentigney, 24 marzo 1877 – Hautmont, 14 gennaio 1929) è stato un ginnasta francese.
Partecipò ai Giochi olimpici del 1900 di Parigi nella gara degli esercizi combinati dove si classificò quarto assieme al connazionale Pierre Payssé, con 290 punti. Partecipò alla stessa gara anche ai Giochi olimpici del 1908 di Londra, arrivando decimo.